# أيمن بلعيد
أيمن بلعيد (بالفرنسية: Aymen Belaïd)‏ هو لاعب كرة قدم تونسي من مواليد 2 يناير 1989 يشغل مركز قلب الدفاع .

## روابط خارجية
- أيمن بلعيد على موقع رابطة كرة القدم الفرنسية للمحترفين (الإنجليزية)
- أيمن بلعيد على موقع قاعدة بيانات كرة القدم.إي يو (الإنجليزية)
- أيمن بلعيد على موقع ليكيب (الفرنسية)
- أيمن بلعيد على موقع ناشيونال فوتبول تيمز (الإنجليزية)
- أيمن بلعيد على موقع Soccerway.com (الإنجليزية)